# Dorottya szász–lauenburgi hercegnő
Szász–Lauenburgi Dorottya (németül: Dorothea von Sachsen-Lauenburg, dánul: Dorothea af Sachsen-Lauenburg; 1511. július 9. – 1571. október 7.), az Aszkániai-házból származó német hercegnő, I. Magnus szász–lauenburgi herceg és Braunschweig–Wolfenbütteli Katalin leánya, aki III. Keresztéllyel kötött házassága révén Dánia és Norvégia királynéja 1534 és 1559 között.

## Származása
Dorottya hercegnő 1511. július 9-én született Lauenburgban, a nemes német Aszkániai-ház tagjaként. Apja I. Magnus szász–lauenburgi herceg, V. János szász–lauenburgi herceg és Dorottya brandenburgi hercegnő (II. Frigyes brandenburgi választófejedelem leányának) gyermeke volt. Anyja a Welf-házból származó Katalin braunschweig–wolfenbütteli hercegnő, I. Henrik braunschweig–wolfenbütteli herceg és Katalin pomeránia–wolgasti hercegnő (II. Erik pomerániai herceg leányának) gyermeke volt. Dorottya volt szülei legidősebb leánya. Testvérei között van a későbbi I. Ferenc szász–lauenburgi herceg és Katalin svéd királyné is.

## Házassága és gyermekei

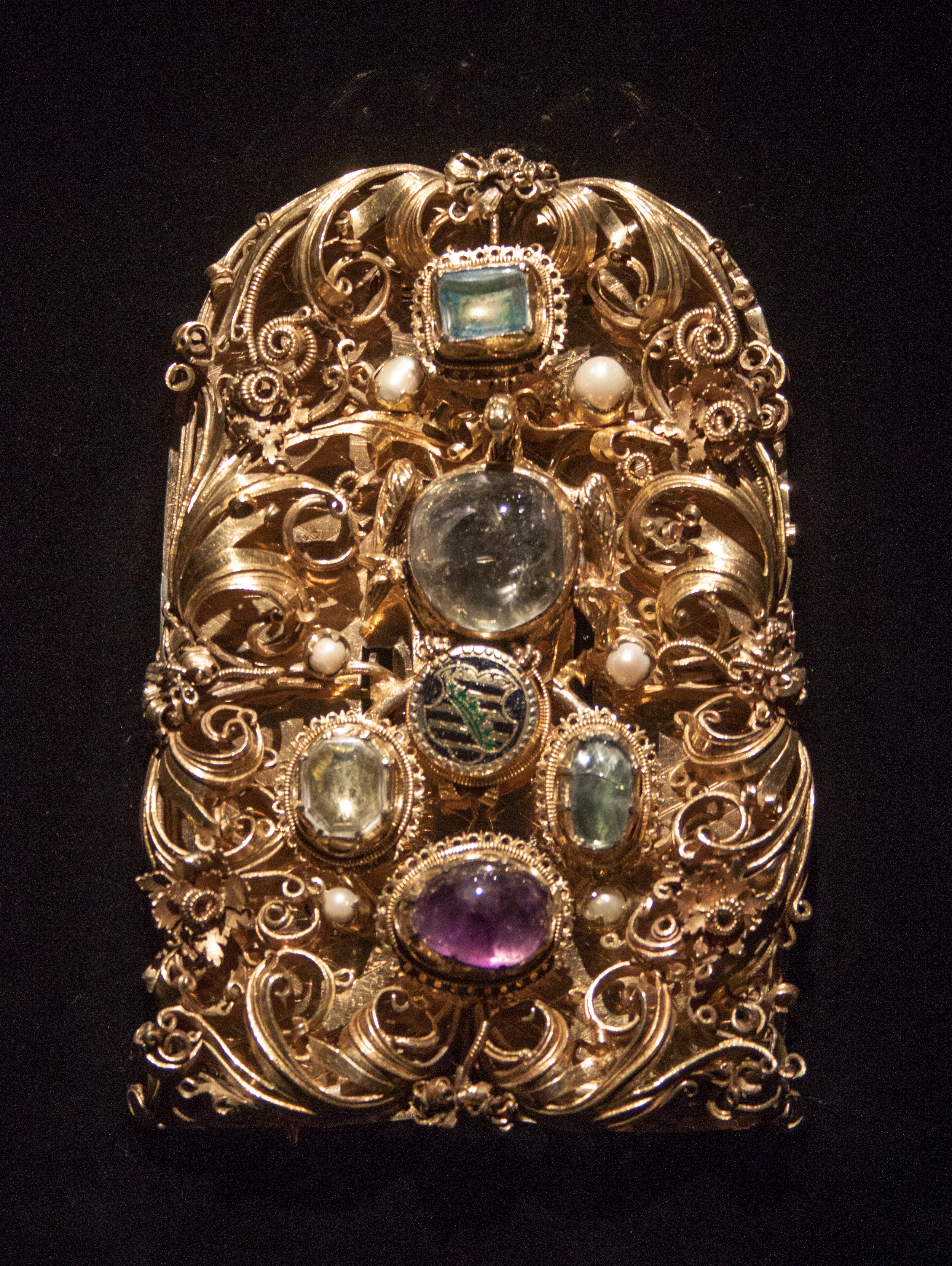
A királynő által 1557-ben a koppenhágai városi tanácsnak adományozott, az előkelő menyasszonyok által viselhető esküvői szertartási ékszer

Dorottya hitvese az Oldenburg-házból származó Keresztély schleswig–holsteini herceg (későbbi dán király) lett. Keresztély maga I. Frigyes dán király és Brandenburgi Anna királyné (I. János brandenburgi választófejedelem leányának) legidősebb gyermeke volt. Dorottya és Keresztély házasságára 1525. október 29-én került sor Lauenburgban. Kapcsolatukból összesen öt gyermekük született. Gyermekeik:
- Anna hercegnő (1532. november 22. – 1585. október 1.), Ágost szász választófejedelem felesége.
- Frigyes herceg (1534. július 1. – 1588. április 4.), apját követvén Dánia és Norvégia királya.
- Magnus herceg (1540. szeptember 5. – 1583. március 28.), Livónia címzetes királya.
- János herceg (1545. március 25. – 1622. október 9.), Schleswig–Holstein–Sonderburg hercege.
- Dorottya hercegnő (1546. június 29. – 1617. január 6.), Vilmos braunschweig–lüneburgi herceg felesége.

## Titulusai

### Címei
Örökös címei:
- szász–lauenburgi hercegnő

Dánia királynéja: 1534. július 4. – 1559. január 1.
- A vendek és a gótok királynéja, Schleswig, Holstein, Stormarn és Dithmarschen hercegnéje, Oldenburg és Delmenhorst grófnéja

koronázása: Miasszonyunk-székesegyház, Koppenhága, 1537. augusztus 17.
Norvégia királynéja: 1534. július 4. – 1559. január 1.